# Love This Giant
Love This Giant è un album discografico realizzato in duo dai musicisti statunitensi St. Vincent e David Byrne. Il disco è stato pubblicato dalla 4AD e dalla Todo Mundo nel settembre 2012.

## Promozione
I due artisti hanno pubblicato, per promuovere l'album, il singolo Who, di cui è stato creato un videoclip diretto da Martin du Thurah e diffuso poche settimane prima della pubblicazione del disco.
Il tour promozionale nel Nord America, a cui hanno aderito tra gli altri Kelly Pratt e Brian Wolfe, è partito il 15 settembre 2012 da Minneapolis, per concludersi il 20 ottobre seguente a Vancouver (Canada). Nel gennaio 2013 il duo si è esibito in Australia, prima di tornare negli Stati Uniti. Nel periodo agosto-settembre 2013 il tour ha fatto tappa in Europa con date in Islanda, Norvegia, Svezia, Danimarca, Belgio, Paesi Bassi, Regno Unito, Irlanda, Spagna e Italia (Brescia e Roma).
Un EP promozionale dal titolo Brass Tactics è stato diffuso nel maggio 2013. Esso contiene cinque tracce di cui due remix e due registrazioni live.

## Critica e vendite
Il disco è stato accolto positivamente dalla critica (voto 4,5/5 per AllMusic, 8/10 per Drowned in Sound, 4/5 per The Guardian); solo il portale Pitchfork si è mantenuto su più moderato giudizio di 5,9/10.
Il disco ha raggiunto la posizione #23 della Billboard 200.

## Tracce
Tutte le tracce sono state scritte e composte da Annie Clark e David Byrne, eccetto dove indicato.
1. Who - 3:50
2. Weekend in the Dust - 3:05
3. Dinner for Two - 3:43
4. Ice Age - 3:10 (Clark)
5. I Am an Ape - 3:05
6. The Forest Awakes - 4:52 (Clark, Byrne, Walt Whitman)
7. I Should Wacht TV - 3:08
8. Lazarus - 3:13
9. Optimist - 3:49
10. Lightning - 4:15
11. The One Who Broke Your Heart - 3:46
12. Outside of Space & Time - 4:34 (Byrne)

## Formazione
- David Byrne - chitarra, voce, produzione
- Annie Clark - chitarra, voce, produzione, minimoog